# آته
آتِه (به یونانی: ἄτη) در اساطیر یونانی الههٔ بدسگالی، فریب، تباهی و قباحت است.
البته آتِه به‌خاطر غرور، به رفتار انجام‌شده از سوی قهرمان داستان هم اشاره دارد که اغلب او را به سمت مرگ یا سقوط می‌کشاند. پدر و مادر وی زئوس و اریس هستند. او حتی یکبار موفق شد زئوس را فریب دهد اما زئوس او را از الیمپوس به پایین انداخت. این چنین شد که به عنوان یک روح انتقام‌گیر در زمین سرگردان گشت، اما با این حال هنوز به انجام کارهای فاسد در میان انسان‌ها مشغول است. خواهر او لیتای همیشه او را دنبال کرده و سعی داشت خساراتی که به فناپذیران وارد می‌نمود، ترمیم کند.

در ایلیاد هومر از او به عنوان بزرگ‌ترین دختر زئوس یاد می‌شود اما اشاره‌ای به مادر او نشده‌است.